# 黄毛棘豆
黄毛棘豆（学名：Oxytropis ochrantha）为豆科棘豆属下的一个种。